# Cuestión de competencia
Se llama contiendas de competencia al conflicto que surge cuando varios juzgados o tribunales se estiman competentes para conocer del mismo asunto o, por el contrario, ninguno de ellos se considera competente para conocer del asunto, siendo necesario determinar a quién corresponde conocer del caso.

## Clases de cuestiones de competencia
La cuestión de competencia puede ser declinatoria o inhibitoria. La declinatoria es un procedimiento que se presenta como excepción previa a través del cual se pide al juez que deje de conocer el caso porque se cree que no tiene la competencia. Por el contrario, la inhibitoria consiste en librar una Orden Instruida a un juez para que se abstenga de conocer e iniciar el proceso, y remita el expediente y diligencias practicadas al tribunal competente.

## Forma de solventar las cuestiones de competencia
En general, las cuestiones de competencia se solventan a través de la jerarquía de los órganos del poder judicial. El inmediato órgano judicial superior jerárquico común a los jueces o tribunales a los que afecta la cuestión de competencia será quién decida qué órgano debe conocer del asunto.